# Croix-Rouge australienne
La Croix-Rouge australienne est une association humanitaire australienne. Elle propose un large ensemble de services et de programmes comprenant de l'aide internationale. Elle est affiliée au mouvement international de la Croix-Rouge et du Croissant-Rouge.

## Historique
Une branche de la Croix-Rouge britannique s'était établie en Australie en 1914 à l'initiative de la femme de Ronald Munro-Ferguson, gouverneur général d'Australie, neuf jours avant le début de la première Guerre mondiale. L'association change son nom et devient l'Australian Red Cross le 28 juin 1941. L'organisation a une croissance rapide. Pendant la seconde Guerre mondiale, elle fournit de l'aide aux malades, aux blessés, et aux personnes dépendantes.